# Фоче (Ла Специја)
Фоче је насеље у Италији у округу Ла Специја, региону Лигурија.
Према процени из 2011. у насељу је живело 13 становника. Насеље се налази на надморској висини од 350 м.